# 愛羽
愛羽（あいばね）は、有限会社サーカスに所属する日本のゲームクリエイター、シナリオライター。

## 人物
- 学生時代からサーカスに通い始めていた。
- たとえ人生を左右するような問題でも、面白そうな方を選ぶという選択基準を持つ。
- 通勤用の自動車が盗難被害にあった経験がある。

## 主な作品

### コンシューマーゲーム
- 舞-HiME 運命の系統樹（シナリオ統括）[1]
- 最終試験くじら -Alive-（シナリオ）
- D.C.III+ 〜ダ・カーポIII〜プラス（シナリオ）
- D.C.4 〜ダ・カーポ4〜（シナリオ統括）
- D.S. -Dal Segno-（シナリオ）

### PCゲーム
- Aries PureDream / LoveDream（シナリオ）
- 最終試験くじら〜progressive〜（シナリオ）
- 最終試験くじら（シナリオ）
- D.C. Summer Vacation 〜ダ・カーポ サマーバケーション〜（シナリオ）
- 舞-HiME 運命の系統樹 修羅（シナリオ統括）
- エターナルファンタジープログレッシブ（シナリオ）
- エターナルファンタジー（ディレクション、シナリオ）
- D.C.II Fall in Love 〜ダ・カーポII〜 フォーリンラブ（シナリオ）
- 水夏弐律（シナリオ）
- D.C.III 〜ダ・カーポIII〜（シナリオ）
- D.C.III R 〜ダ・カーポIII アール〜/X-rated（シナリオ）
- D.C.II Dearest Marriage ～ダ・カーポII～ ディアレストマリッジ（シナリオ）
- D.S. -Dal Segno-（シナリオ）
- D.S. i.F. -Dal Segno- in Future（シナリオ）
- D.C.III Dream Days ～ダ・カーポIII～ ドリームデイズ （シナリオ）
- D.C.4 〜ダ・カーポ4〜（シナリオ統括）

### ドラマCD
- エターナルファンタジー ロコモコの休息（出演：ひなき藍）

### その他
- エターナルファンタジー「トラべる×トラぶるNote あなたと旅の空の下で…」（電撃G'sマガジン連載）